# Ампир
Ампир (фр. Style Empire, у значењу царство, империја) је стил који се развио у Француској (најзначајнији представник је Жак Луј Давид) и био је заступљен између 1800. и 1830. године. Превасходно се односи на уређивање ентеријера, у којем се јављају и примењују боје (бела, црна и златна), у уметности израде намештаја, у коме се јавља дрво од ебеновине и украси од месинга, а и у одевању. Процват је доживео између 1800. и 1815. током периода Конзулата и Првог француског царства, иако је његов животни век трајао до касних 1820-их. Из Француске се проширио на већи део Европе и Сједињених Држава.
У ужем смислу под ампиром се подразумева уметнички стил настао за време владавине Наполеона I (1804. – 1815) који је представљао репрезентативни класицизам. Узори уметницима овог стила били су директоар, уметност антике, пре свега доба Римског царства и стари Египат. Истиче се површинама које приањају једна на другу и јасним, једноставним контурама. Углавном симетрични декор подсећа на античке мотиве попут гирланди, ваза или ловоровог венца. Ампир је имао велики значај на целом европском континенту и тек касније га је истиснуо бидермајер.

## Историја
Директорски стил непосредно претходећег периода, који је имао за циљ једноставније, али ипак елегантно призивање врлина древне Римске републике:
Стоичке врлине републиканског Рима подржаване су као стандард не само за уметност, већ и за политичко понашање и приватни морал. Конвенционалци су себе видели као античке хероје. Деца су добила имена по Бруту, Солону и Ликургу. Празнике Револуције Давид је приредио као античке ритуале. Чак су и столице у којима је седео одбор Salut Publique биле направљене на старинским моделима које је осмислио Давид...Заправо, неокласицизам је постао модеран.
Империјални стил се „окренуо украшеној раскоши царског Рима. Уздржану строгост дорског заменило је коринтско богатство и сјај“.
Два француска архитекта, Шарл Персије и Пјер Фонтејн, заједно су били творци стила француског царства. Њих двојица су студирали у Риму, и 1790-их су постали водећи дизајнери намештаја у Паризу, где су добили многе налоге од Наполеона и других државника.
Архитектура стила империје била је заснована на елементима Римског царства и многих његових археолошких блага, која су поново откривене почев од осамнаестог века. Претходни стилови Луја XVI и Директоријума користили су равнији, једноставнији дизајн у поређењу са стилом рококоа из осамнаестог века. Дизајн царства снажно је утицао на савремени амерички федерални стил (као што је дизајн зграде Капитола Сједињених Држава), и оба су била облици пропаганде кроз архитектуру. Био је то стил народа, не разметљив, већ трезвен и равномерно уравнотежен. Сматрало се да је стил „ослободио“ и „просветлио“ архитектуру баш као што је Наполеон „ослободио“ народе Европе својим Наполеоновим кодексом.

## Мотиви и орнаменти
Свим царским орнаментима управља ригорозни дух симетрије који подсећа на стил Луја XIV. Генерално, мотиви на десној и левој страни комада одговарају један другом у сваком детаљу; када то не чине, сами појединачни мотиви су потпуно симетрични по композицији: античке главе са идентичним плетеницама које падају на свако раме, предње фигуре Победе са симетрично распоређеним туникама, идентичне розете или лабудови који окружују плочу, итд. Попут Луја XIV, Наполеон је имао скуп амблема који су непогрешиво повезани са његовом владавином, пре свега орао, пчела, звезде и иницијали I (за Император) и N (за Наполеона), који су обично били уписани у царску ловорову круну. Коришћени мотиви су: фигуре Нике која носи палмине гране, грчке играчице, голе и огрнуте жене, фигуре античких кочија, крилати пути, маскарони Аполона, Хермеса и Горгоне, лабудови, лавови, главе волова, коња и дивљих звери, лептири, канџе, крилате химере, сфинге, букранија, морски коњи, храстови венци везани танким вучним тракама, успињање винове лозе, маков ринсо, розете, палмине гране и ловор. Има пуно грчко-римских: крути и равни листови акантуса, палмете, рогови изобиља, перле, амфоре, троношци, имбрицирани дискови, кадуцеји Меркура, вазе, шлемови, запаљене бакље, крилати трубачи и древни музички инструменти (тубе, звечке и посебно лире). Упркос њиховом античком пореклу, канелури и триглифи који су толико преовладавали под Лујем XVI су напуштени. Мотиви египатског препорода су посебно чести на почетку периода: скарабеји, капители лотоса, крилати дискови, обелисци, пирамиде, фигуре које носе немесе, каријатиде en gaine подупрте босим ногама и са женским египатским покривалима за главу.
- Детаљ Тријумфалне капије из Париза, са паром крилатих Ника
- Пар сфинги са амфором између њих, окружен ринсом и палметама, на умиваонику (атински златни умиваоник)
- Врх ормарића у облику пилона египатског препорода, са венцем и крилатим сунцем
- Столица украшена разним врстама палмета
- Сто са три крилата лава и малим дугачким фризом са палметама

## Архитектура
У доба класицизма акценат је стављен на античке узоре, а радило се о обично дорском реду и египатским узорима, које су примењивали Наполеонови архитекати, а одисали су једноставношћу. Стил се проширио у целој Европи и највише се задржао у Русији. Један од примера је дворац Качина у Кутној Хори у Чешкој где преовлађује снажна и чврста контура. У орнаментику ампира се ушле и неке староегипатске орнаментике након Наполеонових похода на Египат. У доба ампира настао је цео ред нових грађевинских типова, као што су административне зграде, касарне, док су у урбанизму преовлађивале правоугаоне и симетричне форме уличних мрежа.

## Намештај
Преовладава црно-златна боја. Употребљава се дрво од ебановине и јављају се месингани украси. Ножице код намештаја су често завршаване имитацијама животињских шапа да би се нагласила функција стајања.

## Одећа
Крајем 18. века и почетком 19. века дошло је до великих променама у одевању и то нарочито код жена. Култура одевања је била под утицајем антике и у употреби је био велики деколте који је сакривала марама. Постепено се скраћивала сукња и показивале се ципеле, а касније и глежњеви. У Париз су доношени из Египта први крзнени капути и прави шалови од кашмира. Моду почињу да пропагирају модни часописи који излазе од 1770. године.